# Joseph Peruschitz

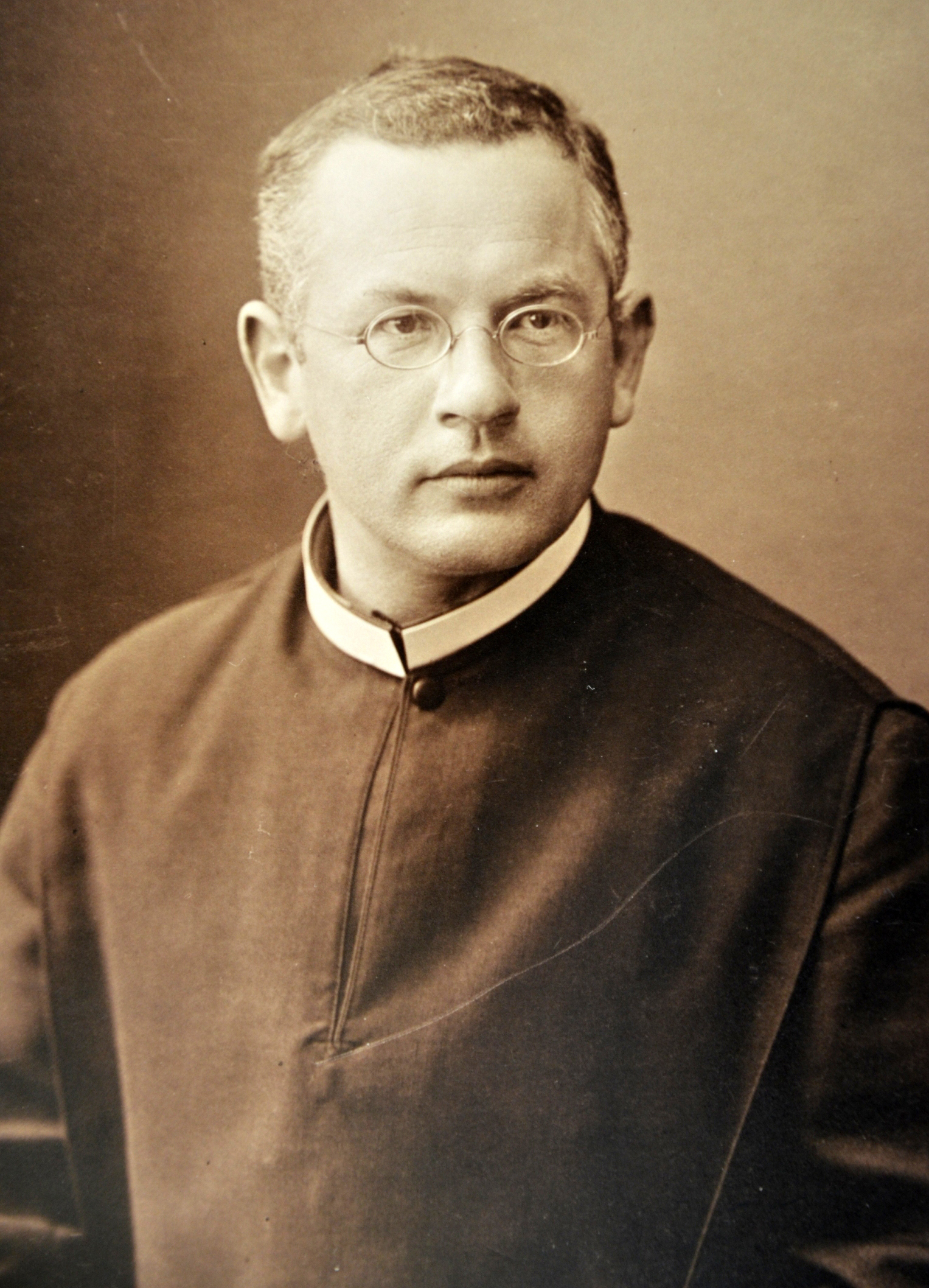
Padre Joseph Peruschitz, OSB.

Joseph Peruschitz, en la vida civil Benedikt Peruschitz (Straßlach, 21 de marzo de 1871 - Atlántico Norte, 15 de abril de 1912), fue un monje benedictino alemán y una de las víctimas entre el pasaje de segunda clase del hundimiento del Titanic, conocido por su comportamiento ejemplar durante el naufragio a través de testimonios de supervivientes.

## Vida
Peruschitz vivió en Dorfen desde 1872, donde su padre Mathias Peruschitz abrió un comercio de materiales de construcción. Su madre era Elisabeth Peruschitz, de soltera Neudecker. Benedikt asistió a la escuela primaria desde 1877 hasta 1882, antes de convertirse en estudiante en el Royal Freising College of Studies (ahora Dom-Gymnasium Freising) desde 1886. Allí se graduó de la escuela secundaria en agosto de 1890. Luego inició sus estudios de Filosofía y más tarde de Teología en el Royal Lyceum. 
En el sexto semestre ingresó en el noviciado de la abadía de Scheyern. El día 28 de abril de 1895 fue ordenado sacerdote en Scheyern por el arzobispo Antonius von Thoma, incluso antes de sus votos religiosos. A partir de entonces se llamó Padre Joseph OSB y se dedicó a la docencia en las materias de matemáticas, música y deporte en Scheyern. Pasó la Semana Santa de 1912 en la abadía benedictina de San Agustín en Ramsgate, Kent. De allí se embarcó para trasladarse a Minesota, donde iba a asumir el cargo de director de un instituto benedictino.

## En el Titanic

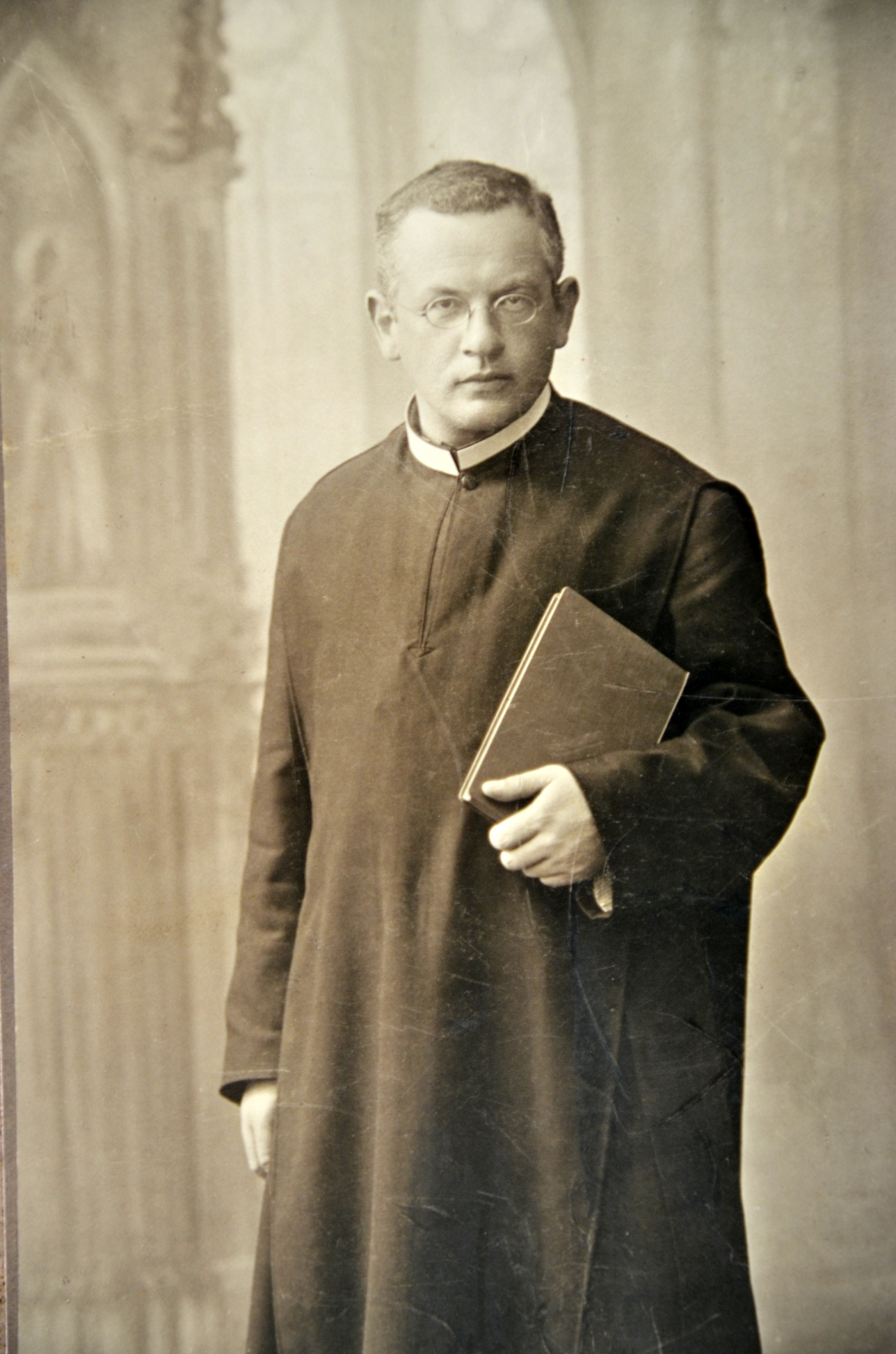
El padre Peruschitz, como profesor en Sheyern.

Reservó un pasaje de segunda clase de Southampton a Nueva York en el Titanic por 13 libras (el equivalente a unos 650 euros actuales). Según declaraciones de algunos supervivientes del desastre, ofició regularmente la misa a bordo en alemán y húngaro para la tercera clase y más tarde también para la segunda, junto con su hermano de habla inglesa, el padre Thomas Byles. Cuando en la noche del día 14 de abril se hizo evidente que el barco se hundiría, el monje oró con los pasajeros católicos, los escuchó en confesión y confortó a los desesperados. Cuando ofrecieron a los sacerdotes asientos en un bote salvavidas por respeto a sus hábitos, ambos se negaron a subir. 

«Cuando ocurrió el desastre y las mujeres y los niños fueron llevados a las barcas, el padre benedictino Joseph Peruschitz de Scheyern y el padre Byles de Inglaterra estuvieron inmediatamente disponibles para ayudar a todos en la medida de lo posible [...] cuando se arrió el último bote, los ocupantes de este bote vieron claramente a los dos sacerdotes rezando el rosario y escucharon a un gran número de pasajeros arrodillados responder en fervientes oraciones. Entonces se apagaron las luces del Titanic de modo que ya no se podía ver; pero no se oían lamentos ni gritos de terror». Revista America, Nueva York, 1912.

 Peruschitz no sobrevivió al desastre y no pudo ser identificado entre las víctimas recuperadas.

## Conmemoración

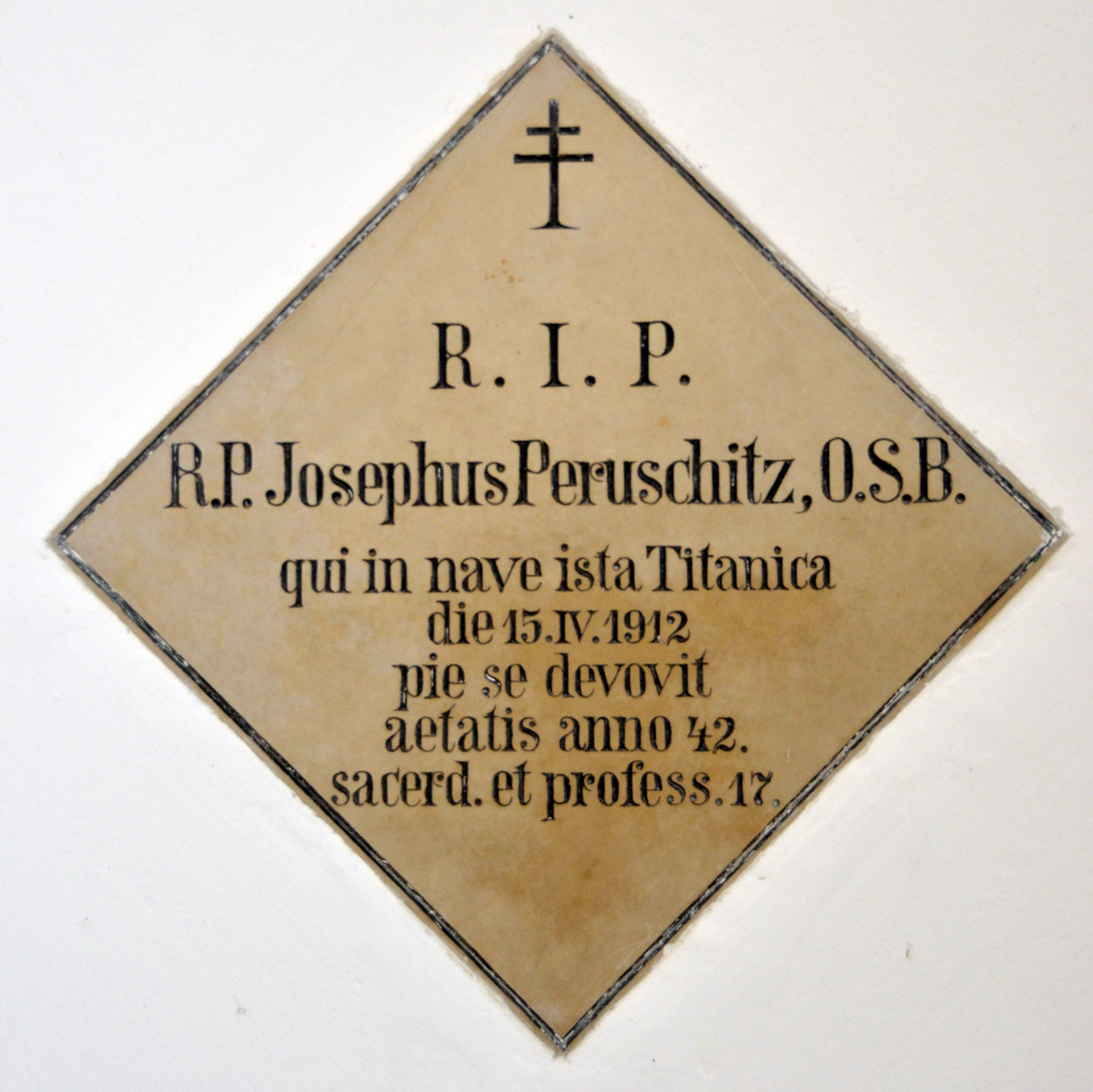
Placa conmemorativa en el claustro del monasterio de Scheyern.

El 14 de mayo de 1912, 17 años después de la ordenación de Peruschitz, la abadía de Scheyern recibió la noticia de su muerte. Hoy lo conmemora en Scheyern una placa de caliza de Solnhofen en el ala este del claustro: 

R. I. P. «R. P. Josephus Peruschitz, OSB qui in nave ista Titanica die 15.IV.1912 pie se devovit aetatis anno 42. sacerd. et profess.17. (Descanse en paz el padre Joseph Peruschitz, OSB, quien se sacrificó de manera piadosa en el famoso barco Titanic. En el año 42 de su vida, en el año 17 de su sacerdocio y profesión religiosa.)»

En 2012, cien años después de la catástrofe, la parroquia natal de Perutschitz, Mariä Himmelfahrt en Dorfen y la abadía de Scheyern, organizaron algunas ceremonias conmemorativas y exposiciones bajo el título «El ángel de la consolación del Titanic».